# Popești (gmina Farcașa)
Popești – wieś w Rumunii, w okręgu Neamț, w gminie Farcașa. W 2011 roku liczyła 470 mieszkańców.